# Ceratonia
Ceratonia là một chi thực vật có hoa trong họ Đậu.
Đây là chi thực vật đặc hữu vùng Địa Trung Hải.

## Các loài
- Ceratonia oreothauma Hillc. & al.
- Ceratonia siliqua L., algarrob